# دین هموند
دین هموند (انگلیسی: Dean Hammond؛ زادهٔ ۷ مارس ۱۹۸۳) یک بازیکن فوتبال اهل بریتانیا است. 